# Szpital Świętego Ducha w Wiślicy

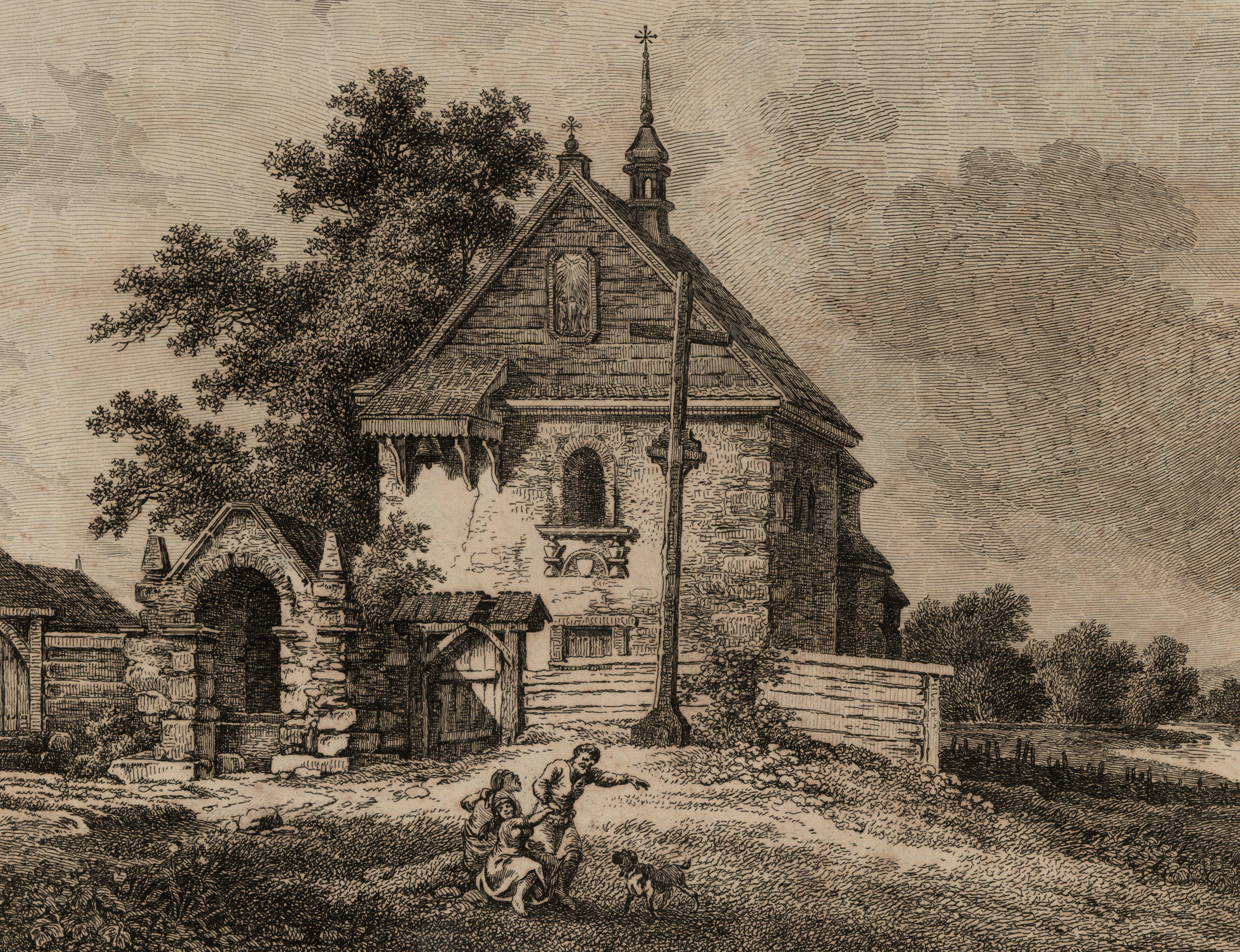
Kaplica św. Ducha około 1806

Szpital Świętego Ducha w Wiślicy – założenie szpitalne z kościołem, które znajdowało się w Wiślicy przy ul. Batalionów Chłopskich, niedaleko skrzyżowania z ul. Długosza.

## Historia
Tradycja lokalna mówi, że szpital dla ubogich oraz kościół św. Ducha wystawić miała Królowa Jadwiga, jako wotum za pozytywne dla niej rozwiązanie sprawy sądowej z Gniewoszem z Dalewic. Wydaje się to nie być prawdą, ponieważ kościół, według badań naukowych, pochodzi z pierwszej połowy XV wieku. W styczniu 1476 biskup krakowski Jan Rzewuski zatwierdził fundację probostwa szpitalnego Świętego Ducha, której dokonał Jan z Dobrej. Kościół ten uposażono dochodami z jednego łana roli siedleckiej, dwóch wiślickich warzelni piwa, oraz siedmioma grzywnami rocznych odsetek od stu grzywien zabezpieczonych na lokalnym browarze. Szpital był także właścicielem folwarku w Siedlcu, zakupionego w 1474 za 60 florenów od syna wiślickiego notariusza, Wincentego.
Obiekty szpitalno-kościelne zajmowały teren na Przedmieściu Krakowskim, zaraz za murami miejskimi, w niedużej odległości od rzeki Nidy, co było powodem grzebania na przykościelnym cmentarzu osób, które utonęły w tej rzece. 
W 1598 szpital miał dwie izby (starą oraz nową), a także obszerny przedsionek. Przebywało w nim wówczas dwudziestu ubogich, siedmiu chłopców-podrzutków i jedna mamka.
W latach 1968–1969 oraz 1972 tereny poszpitalne poddano badaniom archeologicznym, podczas których odkryto pozostałości murów szpitalnych, fundamenty kościoła (rozebranego po 1820) i cmentarzysko szkieletowe. Pracami kierowała dr Zofia Wartołowska.